# Les Beaux Draps
Les Beaux Draps est le dernier des quatre pamphlets de l'écrivain Louis-Ferdinand Céline.

## Historique
Les Beaux Draps est édité sous l'Occupation le 25 février 1941 aux Nouvelles Éditions françaises, filiale, fondée en octobre 1940 par Robert Denoël et Auguste Picq, des éditions Denoël. Le titre est une référence à l'expression populaire « être dans de beaux draps » :
« En somme ça va pas brillamment... Nous voici en draps fort douteux... pourtant c’est pas faute d’optimisme... »
Louis-Ferdinand Céline exprime une nouvelle fois son aversion des juifs   et des francs-maçons, son dégoût de la démocratie parlementaire, sa vision très sombre du déclin de la France dans l'entre-deux-guerres, sa xénophobie, mais aussi sa sympathie pour l'occupant allemand.
L'ouvrage fut interdit en zone libre le 4 décembre 1941 par le gouvernement de Vichy, qui essuie de nombreuses critiques dans l’ouvrage.
Dans ce pamphlet l'écrivain développe son idée des semaines de travail de trente-cinq heures, qu'il nomme le « communisme Labiche » (d'Eugène Labiche, auteur de vaudevilles). 
L'ouvrage, comme d'ailleurs les autres pamphlets de Céline L'École des cadavres de 1938 et Bagatelles pour un massacre de 1937, se trouve difficilement en France, excepté en bibliothèque. Lucette Destouches, veuve de l'écrivain, s'opposait à toute réédition, tenant à respecter la volonté de Céline qui ne voulait pas que ces textes fussent republiés après 1945, jusqu'à ce qu'en 2017 elle change d'avis et autorise Gallimard à publier l'ensemble des trois pamphlets antisémites, mais face à l'ampleur de la controverse suscité par ce projet, la maison d'édition y a finalement renoncé.
Selon Francois Gibault : « (...) Force est en tout cas de constater que, après la publication de Mort à crédit, il interrompit son œuvre romanesque pour se lancer dans un genre littéraire complètement différent, donnant successivement Mea culpa en 1936, Bagatelles pour un massacre en 1937, L’École des cadavres en 1938 et Les Beaux Draps en 1941 ».
Ces textes font l'objet d'une édition critique au Canada (éditions 8), dont la faiblesse de l'appareil critique établi par Régis Tettamanzi a été relevée par le journal Le Monde, lorsque Gallimard envisageait justement de les publier à son tour, en 2018.